# Cédric Delsaux
Cédric Delsaux est un comédien français, né le 27 novembre 1974 à Conflans-Sainte-Honorine.
Il a joué notamment dans des séries télévisées comme SOS 18 ou Plus belle la vie.

## Formation
- Studio Côté Court

## Filmographie

### Cinéma

#### Longs métrages
- 2000 : Ceci est mon corps, de Rodolphe Marconi
- 2001 : Au plus près du paradis, de Tonie Marshall
- 2002 : La Mentale, de Manuel Boursinhac
- 2002 : Broceliande, de Doug Headline
- 2003 : France Boutique, de Tonie Marshall

#### Courts métrages
- 1999 : La Première Fois, récompensé des Jeunes Talents
- 2000 : Le chien, le chat et le cibachrome    Didier BLASCO
- 2000 : Dahu, de Cédric Joly
- 2001 : Diane (5 actes), de Frédéric Barot
- 2011 : Une Vie de Chien, de Cyril-Ethan Robert
- 2011 : Violence Elle Seule de Eric Capitaine

### Télévision
- 1999 : Mélissol, de Jean-Pierre Igoux
- 1999: Sous le soleil - Vincent
- 1999 : PJ, épisode Bavure, de Christian François
- 1999 : Boulevard du Palais, de Jacques Malaterre
- 2000 : Entre nous, d'Olivier Doran
- 2001 : Duelles, de Laurence Katrian
- 2001 : Les Semailles et les Moissons, de Christian François
- 2001 : Une fille dans l'azur, de Marc Rivière
- 2002 : Franck Keller de Claude-Michel Rome
- 2002 : Père et Maire, de Marc Rivière
- 2003 : Julie Lescaut, épisode Pirates de Pascale Dallet : Loubier
- 2003 : PJ, de Gérard Vergez
- 2004 : Vénus et Apollon, d'Olivier Guignard
- 2004 : Groupe flag, épisode Pas de fumée sans feu, d'Étienne Dhaene
- 2004 : SOS 18, épisode Droit de Mort, de Dominique Baron
- 2004 : Le Grand Patron, épisode L’Ombre de la Rue, de Christian Bonnet
- 2004 : Do Mi Si La Do Rê, d'Olivier Doran
- 2005 : David Nolande, de Nicole Cuche
- 2005 : Alice & Charlie, de Stéphane Clavier
- 2005 : Les jumeaux, épisode Meurtre en blanc, d'Olivier Guignard
- 2006 : Greco, de Philippe Setbon
- 2006 : PJ, de Thierry Petit
- 2006 : Équipe médicale d'urgence, d'Étienne Dhaene
- 2006 : PJ, de Claire de la Rochefoucauld
- 2007 : Suspectes, de Laurent Dussaux
- 2007 : Plus belle la vie
- 2008 : Cinq Sœurs
- 2008 : Sous le soleil épisode 446
- 2008 : Femmes de loi
- 2009 : La Cour des grands
- 2009 : Comprendre et pardonner
- 2010 : Sœur Thérèse.com
- 2010 : Section de recherches
- 2011 : Commissaire Magellan
- 2012 : Main courante
- 2013 : Cherif - épisode : Les liens du sang (série TV) : Franck Leroy
- 2018 : Clem, saison 8 : François
- 2021 : Sam, saison 5 : Un médecin

## Théâtre
- Présentation, pièce d'Olivier Leymarie